# Научно-исследовательская лаборатория
Нау́чно-иссле́довательская лаборато́рия — лаборатория для проведения экспериментов и научных исследований учёных и исследователей. Может быть присоединенной к ВУЗу или НИИ.
Научно-исследовательская лаборатория позволяет исследователям, работающим над пограничными проблемами, взаимодействовать между собой.

## Виды научно-исследовательской лаборатории
- Физическая лаборатория
- Химико-биологическая лаборатория
- Бактериологическая лаборатория

## Состав
Персонал, работающий в лаборатории это исследователи, среди которых:
- Преподаватели-исследователи, имеющие пост в вузе.
- Исследователи на полный рабочий день.
- Стажёры, а именно студенты.
- Инженеры и техники, ответственные за работы над экспериментальными установками и информационные средства.
- Администраторы.

## Оборудование
Состав оборудования (установки, приборы и инструменты) зависит от направления исследований лаборатории и размеров финансирования.

## Финансирование
Объём финансирования зависит от масштабов исследования в конкретной научной отрасли. Например, для исследований в области математики требуется мало оборудования, а для физических и биологических исследований, наоборот, требуется большое количество оборудования, иногда дорогостоящего.